# Ralph Ince
Pour les articles homonymes, voir Ince.
Ralph Ince est un réalisateur, acteur et scénariste américain né le 16 janvier 1887 à Boston (États-Unis) et mort le 10 avril 1937 à Londres (Angleterre). 
Il est l'un des pionniers du cinéma américain, dont la carrière a débuté en même temps que le cinéma muet. Il a par ailleurs produit trois de ses films.
Ralph Ince était le frère des cinéastes John Ince et de Thomas H. Ince.

## Biographie
Ralph Waldo Ince est né à Boston, dans le Massachusetts, le plus jeune de trois garçons et une fille d'immigrants anglais, John et Emma Ince. Quelque temps après sa naissance, la famille de Ince s'installe à Manhattan, où tous travaillaient dans le milieu du théâtre. Son père en tant qu'agent musical, sa mère, sa sœur Bertha et ses frères John et Thomas en tant qu'acteurs. Ralph Ince a étudié l'art avec le dessinateur Dan McCarthy et pendant un certain temps a travaillé comme dessinateur de journal pour le New York World et plus tard, comme illustrateur pour la revue New York Mirror et The Evening Telegram. De temps en temps, en plus de sa carrière d'acteur et de réalisateur, Ince a continué à contribuer à des dessins animés pour des magazines populaires de l'époque. au début de sa carrière, il fait partie de la troupe de Richard Mansfield, tenant des rôles dans The College Widow et Ben Hur,.

Vers 1906, Ince travaille d'abord pour Winsor McCay, mais se tourne rapidement vers le métier d'acteur et rejoint la compagnie Vitagraph Studios, où il est remarqué pour ses représentations d'Abraham Lincoln dans une série de films courts,. Ince a commencé à réaliser des films pour Vitagraph vers 1910, compagnie qu'il va diriger à partir de 1912, bien qu'il ait continué à jouer dans beaucoup de ses films et ce, tout au long de sa carrière. Ince a réalisé 171 films entre 1910 et 1937 et apparait dans environ 110 films au cours de la même période.

### Vie privée
Ince s'est marié trois fois, d'abord avec l'actrice de Vitagraph Lucille Lee Stewart, sœur de l'actrice Anita Stewart. Leur mariage de quinze ans est dissous en 1925, deux ans après qu'elle l'ait quitté. L'année suivante, il épouse Lucille Mendez, une actrice au théâtre et à l'écran. Cette union s'achève en 1932, après que Mendez eut prétendu que Ince avait brisé sa carrière en ne lui permettant pas d'accepter certaines offres d'emploi. La dernière femme d'Ince est Helen Ruth Tigges, originaire de Frazee, dans le Minnesota. Elle est la mère de son seul enfant né quelques mois avant sa mort à l'âge de cinquante ans.

### Mort
Ralph Ince meurt accidentellement le 10 avril 1937, alors que sa voiture conduite par sa femme heurte une barrière métallique près de sa résidence dans le district de Kensington, à Londres. La force de l'impact s'est révélée fatale à Ince quand sa tête a heurté le tableau de bord. Helen Ince a été blessée et hospitalisée. Ince et sa femme s'étaient rendus en Grande-Bretagne peu de temps après leur mariage en 1932 pour continuer à travailler sur un film.

## Filmographie partielle

### comme réalisateur

#### Années 1910
- 1911 : Troublesome Secretaries
- 1911 : The Peace Offering; or, The Absconding Bridget
- 1911 : The Ninety and Nine
- 1912 : The Cave Man
- 1912 : The Serpents
- 1912 : A Double Danger
- 1912 : The Counts
- 1912 : Her Choice
- 1912 : The Godmother
- 1912 : The Mills of the Gods
- 1912 : The Professor and the Lady
- 1912 : Una of the Sierras
- 1912 : The Wood Violet
- 1912 : The Curio Hunters
- 1912 : Song of the Shell
- 1912 : The Finger of Suspicion
- 1912 : Sue Simpkins' Ambition
- 1913 : The Delayed Letter
- 1913 : Off the Road
- 1913 : The Bringing Out of Papa
- 1913 : His Wife's Relatives
- 1913 : How Fatty Made Good
- 1913 : The Classmate's Frolic
- 1913 : Papa Puts One Over
- 1913 : A Heart of the Forest
- 1913 : The Strength of Men
- 1913 : Brother Bill
- 1913 : Love Laughs at Locksmiths; or, Love Finds a Way
- 1913 : The Web
- 1913 : A Fighting Chance
- 1913 : Two's Company, Three's a Crowd
- 1913 : The Forgotten Latchkey
- 1913 : A Regiment of Two
- 1913 : Song Bird of the North
- 1913 : A Sweet Deception
- 1913 : The Moulding
- 1913 : The Prince of Evil
- 1913 : Bingles' Nightmare; or, If It Had Only Been True
- 1913 : The Call
- 1913 : The Lost Millionaire
- 1913 : The Treasure of Desert Isle
- 1913 : Master Fixit
- 1913 : Peggy's Burglar
- 1913 : Fatty's Affair of Honor
- 1913 : His Last Fight
- 1913 : Why I Am Here
- 1913 : The Wreck (en)
- 1913 : The Swan Girl
- 1913 : His Second Wife
- 1914 : Diana's Dress Reform
- 1914 : The Right and the Wrong of It
- 1914 : The Lucky Elopement
- 1914 : Lincoln, the Lover
- 1914 : A Million Bid
- 1914 : Back to Broadway
- 1914 : Fatty on the Job
- 1914 : The Girl from Prosperity
- 1914 : He Never Knew
- 1914 : Wife Wanted
- 1914 : Shadows of the Past
- 1914 : Uncle Bill
- 1914 : The Painted World
- 1914 : He Danced Himself to Death
- 1914 : Four Thirteen
- 1914 : 'Midst Woodland Shadows
- 1914 : Fatty's Sweetheart
- 1914 : Two Women
- 1914 : The Sins of the Mothers
- 1915 : The Right Girl
- 1915 : From Headquarters
- 1915 : Some White Hope?
- 1915 : His Phantom Sweetheart
- 1915 : The Juggernaut
- 1915 : The Sort-of-Girl-Who-Came-From-Heaven
- 1915 : The Goddess
- 1915 : The Awakening
- 1915 : Count 'Em
- 1916 : My Lady's Slipper
- 1916 : The Destroyers
- 1916 : The Conflict
- 1916 : His Wife's Good Name
- 1916 : The Combat
- 1916 : The Ninety and Nine
- 1917 : The Argyle Case
- 1917 : Dans l'engrenage (To-Day)
- 1917 : The Co-respondent
- 1918 : Fields of Honor
- 1918 : Tempered Steel
- 1918 : Le 11e commandement (The Eleventh Commandment)
- 1918 : Our Mrs. McChesney
- 1918 : Her Man
- 1918 : Femme panthère (The Panther Woman)
- 1918 : 5.000 dollars à l'heure (Five Thousand an Hour)
- 1919 : Virtuous Men
- 1919 : Two Women
- 1919 : A Stitch in Time
- 1919 : La Bande à Paulette (Too Many Crooks)
- 1919 : The Painted World
- 1919 : Shadows of the Past
- 1919 : The Perfect Lover
- 1919 : Sealed Hearts
- 1919 : Le Phare dans la tempête (Out Yonder)

#### Années 1920
- 1920 : His Wife's Money
- 1920 : Out of the Snows
- 1920 : Red Foam
- 1921 : The Highest Law
- 1921 : Wet Gold
- 1921 : Remorseless Love
- 1921 : After Midnight
- 1921 : Tropical Love
- 1921 : Son foyer (A Man's Home)
- 1922 : A Wide Open Town
- 1922 : Reckless Youth
- 1922 : Channing of the Northwest
- 1922 : The Referee
- 1923 : Les Comédiens (Success)
- 1923 : Counterfeit Love
- 1923 : Homeward Bound
- 1924 : L'Épave tragique (The Uninvited Guest)
- 1924 : The Moral Sinner
- 1924 : Dynamite Smith
- 1924 : La Maison des rêves (The House of Youth)
- 1924 : The Chorus Lady
- 1925 : Playing with Souls
- 1925 : Alias Mary Flynn
- 1925 : Smooth as Satin
- 1925 : Lady Robinhood
- 1926 : Bigger Than Barnum's
- 1926 : The Sea Wolf
- 1926 : The Lone Wolf Returns
- 1926 : Breed of the Sea
- 1926 : The Better Way
- 1927 : Home Struck
- 1927 : Wandering Girls
- 1927 : Moulders of Men
- 1927 : Not for Publication
- 1927 : Shanghaied
- 1927 : South Sea Love
- 1928 : La Danseuse de Luna-Park (Coney Island)
- 1928 : Le Mystère du dancing (Chicago After Midnight)
- 1928 : Hit of the Show
- 1928 : Danger Street
- 1928 : The Singapore Mutiny
- 1929 : Hardboiled
- 1929 : Hurricane

#### Années 1930
- 1930 : La Fuerza del querer
- 1930 : Numbered Men de Mervyn LeRoy
- 1932 : Men of America
- 1933 : Lucky Devils (en)
- 1933 : Flaming Gold
- 1934 : No Escape
- 1934 : A Glimpse of Paradise
- 1934 : What's in a Name?
- 1935 : Murder at Monte Carlo
- 1935 : Blue Smoke
- 1935 : Mr. What's-His-Name?
- 1935 : Rolling Home
- 1935 : Crime Unlimited
- 1935 : The Black Mask
- 1936 : It's You I Want
- 1936 : Jury's Evidence
- 1936 : Twelve Good Men
- 1936 : Gaol Break
- 1936 : Fair Exchange
- 1936 : Hail and Farewell
- 1937 : The Vulture
- 1937 : Side Street Angel
- 1937 : It's Not Cricket
- 1937 : The Perfect Crime (en)
- 1937 : The Man Who Made Diamonds

### comme acteur
- 1911 : The Battle Hymn of the Republic, de Laurence Trimble et James Stuart Blackton
- 1912 : Mockery de Laurence Trimble
- 1929 : Wall Street
- 1931 : The Star Witness de William A. Wellman
- 1931 : The Big Gamble de Fred Niblo
- 1932 : Quatre de l'aviation (The Lost Squadron) de George Archainbaud
- 1933 : Les Veuves de La Havane (Havana Widows) de Ray Enright

### comme producteur
- 1918 : Her Man
- 1927 : Not for Publication
- 1927 : Shanghaied